# Cochonou
Cochonou est une marque française de saucisson industriel, appartenant, comme Justin Bridou, Aoste, au groupe Aoste, filiale de l'entreprise espagnole Campofrío Food Group,
La marque Cochonou est commercialisée en axant ses campagnes publicitaires dans un imaginaire de savoir-faire et d'authenticité.

## Histoire

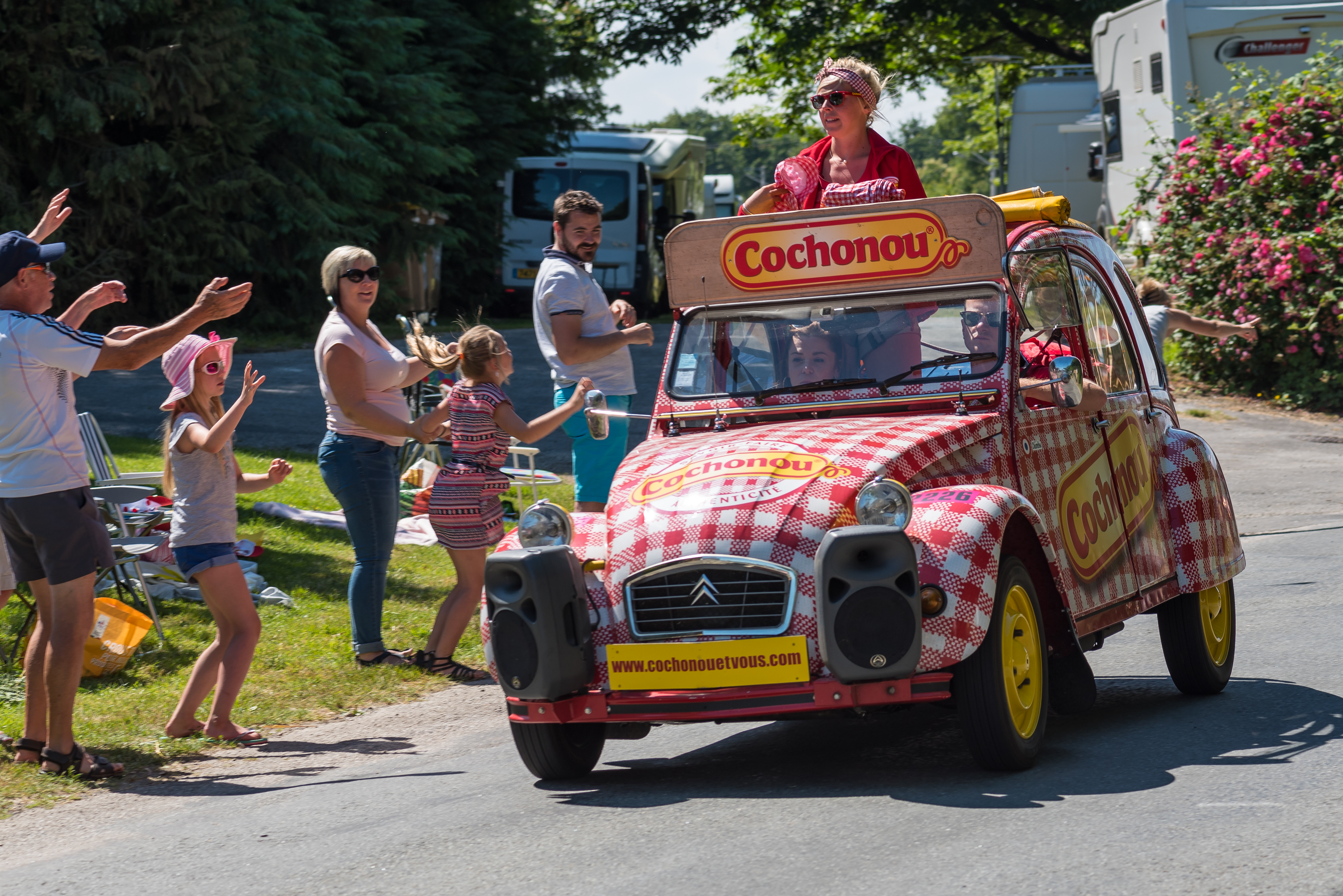
Une Citroën 2CV Cochonou lors de la 6e étape du Tour de France 2018.

Victor Alves crée la marque Cochonou en 1971. La marque était alors détenue par OLIDA S.A. En 1993, la marque est rachetée par le groupe agro-industriel Aoste qui possède les marques « Aoste » (à ne pas confondre avec le vallée d'Aoste Jambon de Bosses), Bâton de Berger de Justin Bridou.
Aoste devient la propriété de Sara Lee en 1996, puis de Smithfield Foods en 2006, qui ajoute la marque Jean Caby, acquise en 2004, à l'ensemble, renommé à cette occasion groupe Aoste. Depuis 2008, Cochonou est intégré au groupe Campofrío Food Group, né en 2008 de la fusion entre Campofrío Alimentación S.A. et de la division européenne de Smithfield,,.
Elle tente de diversifier son offre, en proposant des tranches de saucisson pré-découpées en 2004 puis en innovant avec de nouvelles recettes comme la recette « Campagnarde » en 2005 et la recette « Noisettes entières » en 2006.

## Cochonou au Tour de France
La marque participe à la caravane publicitaire du Tour de France depuis 1997 et devient fournisseur officiel en 1999. La marque, représentée par des Citroën 2CV décorées de motif vichy blanc et rouge, a fortement gagné en popularité Son cortège de 2CV en a fait au fil des années la caravane du Tour préférée des Français [Quand ?]. Les sept 2CV qui composent le défilé sont d’origine et elles parcourent chaque été depuis 1997 l’intégralité du parcours de la course, soit plus de 3500 km.